# ويكيبيديا الفارسية

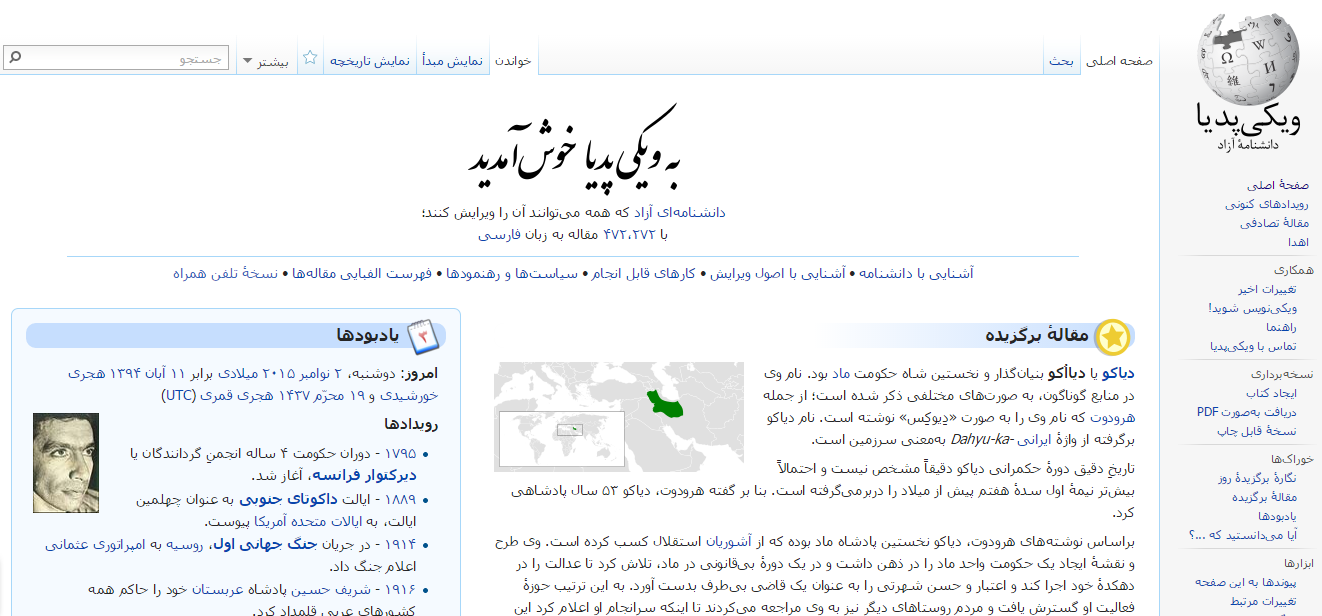
الصفحة الرئيسية لويكيبيديا الفارسية بتاريخ 2 نوفمبر 2015م

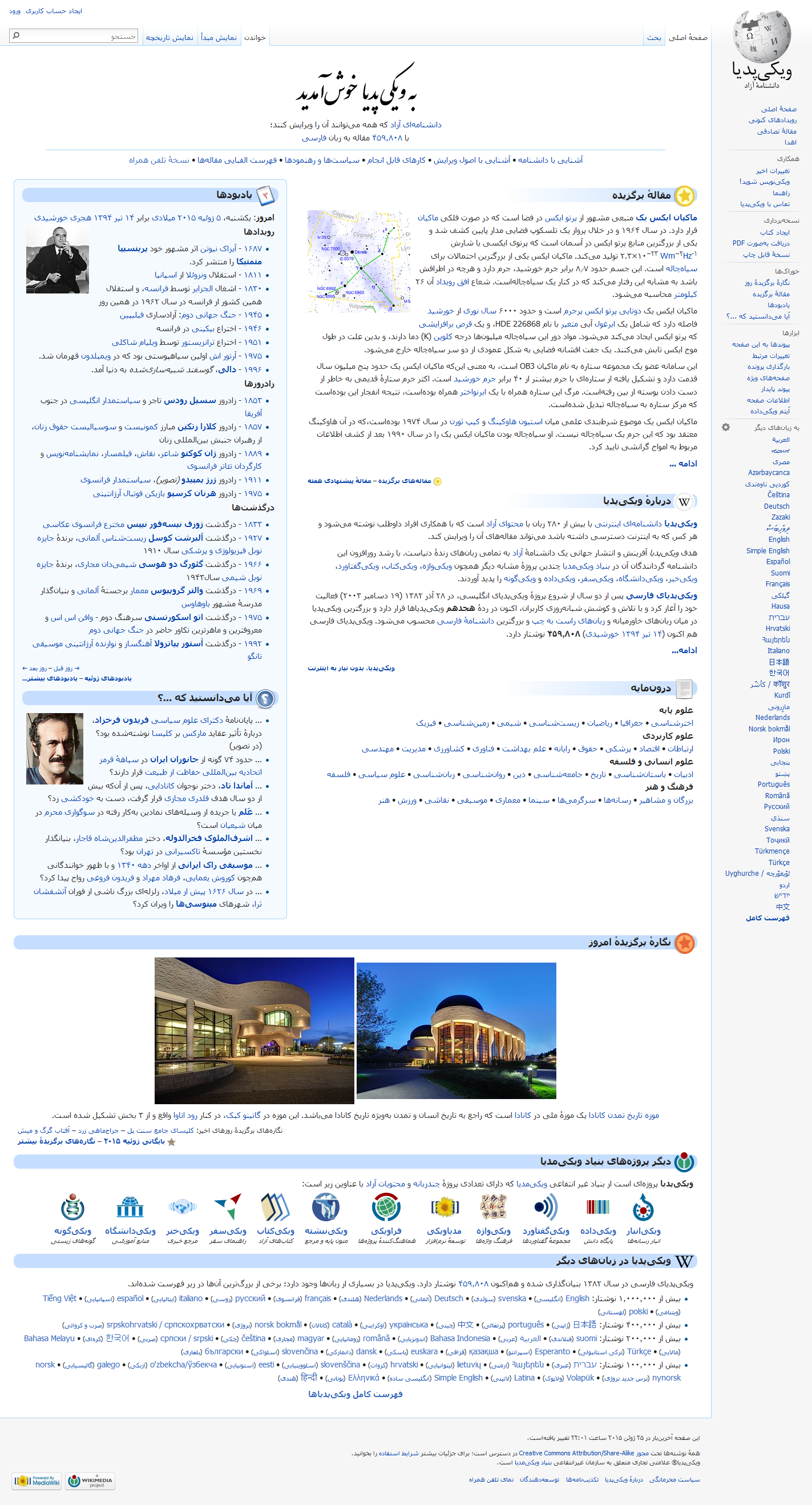
الصفحة الرئيسية لويكيبيديا الفارسية سنة 2011م

ويكيبيديا الفارسية (بالفارسية: ویکی‌پدیا، دانشنامهٔ آزاد) هي النسخة الفارسية من مشروع ويكيبيديا، الموسوعة الحُرَّة. بدأت النسخة في كانون الثاني/يناير 2004، وتجاوزت 1000 مقالة في 16 كانون الأول/ديسمبر 2004 وتجاوزت 200000 مقالة في 10 أيار/مايو 2012.
في 19 فبراير 2013 أحرز ويكيبيديا الفارسية 300,000 مقالة.
وتحتل المرتبة ال‍18 في قائمة أكبر الويكيبيديات من حيث عدد المقالات ثم تراجعت إلى المرتبة الـ 19 ثُم عادت إلى المرتبة الـ 18.
وفي أواخر شهر يوليو عام 2014م، تمكنت ويكيبيديا الفارسية من الوصول لرقم 400,000 ألف مقالة، وإلى 500,000 مقالة في نهاية شهر يوليو 2016.

## لوحات المفاتيح
تقبل إدخال لوحة المفاتيح في كتابة تعديل المقال أو إنشائها للغة لوحة التحكم الفارسية، بينما تقبل الفارسية إدخال بعض الأحرف العربية من لغة لوحة المفاتيح إن كانت متساوية باللغة الفارسية مثل حرف «ت» وحرف «ب» ونحو ذلك، بينما لا تقبل الفارسية إدخال الأحرف المختلفة عن الأحرف العربية مثل حرف «ك» وحرف «ي»، لأن الفارسية لديها حرف مماثل ولكن مختلف من ناحية لغة البرمجة مثل "گ" و "ک" و"ی".

## الرقابة
في تقرير نوفمبر 2013 الذي نشره مركز دراسات الاتصالات العالمية من جامعة بنسلفانيا، فحص الباحثون كولين أندرسون ونعمة ناظري مقالات ويكيبيديا الفارسية ووجدا أن الحكومة الإيرانية تمنع 963 من هذه الصفحات. وفقًا للمؤلفين، "تستهدف الصفحات التي تدور حول منافسي الحكومة ومعتقدات الأقليات الدينية وانتقادات الدولة والمسؤولين والشرطة. أقل من نصف الصفحات المحظورة هي سير ذاتية، بما في ذلك صفحات عن أفراد لدى السلطات يُزعم أنهم محتجزون أو قُتلوا قال أندرسون إن ويكيبيديا الفارسية، باعتبارها صورة مصغرة للإنترنت الإيراني، هي "مكان مفيد للكشف عن أنواع المحتوى المحظور على الإنترنت ونموذج ممتاز لتحديد سمات حظر الكلمات الرئيسية."
في 2 مارس 2020، أثناء وباء كوفيد-19 في إيران، تعطلت ويكيبيديا الفارسية في إيران بعد وفاة محمد مير محمدي، المقرب من المرشد الأعلى للبلاد علي خامنئي.

## الإحصائيات
| عدد المستخدمين المسجلين | عدد المستخدمين النشيطين | عدد المقالات | صفحات المحتوى | عدد التعديلات | عدد الملفات المرفوعة | عدد الإداريين |
| ----------------------- | ----------------------- | ------------ | ------------- | ------------- | -------------------- | ------------- |
| 1٬390٬658               | 4٬765                   | 1٬039٬563    | 5٬862٬839     | 41٬743٬143    | 94٬549               | 36            |

## التقدم
| عدد المقالات | التاريخ        |
| ------------ | -------------- |
| 0            | 19 ديسمبر 2003 |
| 1            | 17 ديسمبر 2004 |
| 10,000       | 18 فبراير 2006 |
| 50,000       | 30 أكتوبر 2008 |
| 100,000      | 25 أغسطس 2010  |
| 150,000      | 22 مايو 2011   |
| 200,000      | 9 يوليو 2012   |
| 250,000      | 13 يناير 2013  |
| 300,000      | 19 فبراير 2013 |
| 350,000      | 8 فبراير 2014  |
| 400,000      | 18 يوليو 2014  |
| 450,000      | 27 أبريل 2015  |
| 500,000      | 27 يوليو 2016  |
| 550,000      | 26 يونيو 2017  |
| 600,000      | 24 مارس 2018   |
| 650,000      | 14 ديسمبر 2018 |
| 700,000      | 9 نوفمبر 2019  |
| 750,000      | 19 أكتوبر 2020 |
| 800,000      | 26 مايو 2021   |
| 900,000      | 13 أبريل 2022  |
| 1,000,000    | 22 أبريل 2024  |

## معرض الصور

شعار ويكيبيديا الفارسية عند وصولها لـ 200,000 مقالة (9 يوليو 2012)
شعار ويكيبيديا الفارسية عند وصولها لـ 300,000 مقالة (19 فبراير 2013)
شعار ويكيبيديا الفارسية عند وصولها لـ 400,000 مقالة (18 يوليو 2014)
ويكيبيديا الفارسية تحتفل بعيد النوروز (2015)
شعار ويكيبيديا الفارسية عند وصولها لـ 500,000 مقالة (30 يوليو 2016)
شعار ويكيبيديا الفارسية عند وصولها ل 500,000 مقالة (2016)
ويكيبيديا الفارسية تحتفل بعيد النوروز (2016)
ويكيبيديا الفارسية تحتفل بعيد النوروز (2017)
ويكيبيديا الفارسية تحتفل بعيد النوروز (2019)
شعار ويكيبيديا الفارسية عند وصولها ل 800,000 مقالة (2021)

## وصلات خارجية
- ويكيبيديا الفارسية. (بالفارسية)